# Røvtur på 1. klasse
Røvtur på 1. klasse alternativt Til lands, til vands og i luften er en amerikansk komedie fra 1987, skrevet og instrueret af John Hughes og med Steve Martin og John Candy i hovedrollerne.

## Handling
Den pylrede og lidt snobbede Neal Page (Steve Martin) er på vej hjem fra et forretningsmøde i New York til Chicago, hvor han skal fejre thanksgiving med familien, men dette viser sig være lettere sagt end gjort, i flyveren møder han den snakkesalige, venlige men uheldige Del Griffith (John Candy) der lever af at sælge badeforhængsringe som øreringe, han er også på vej til Chicago.

## Ekstern henvisning
- Røvtur på 1. klasse på Internet Movie Database (engelsk)
- Røvtur på 1. klasse på Filmdatabasen
- Røvtur på 1. klasse på Scope
- Røvtur på 1. klasse i Svensk Filmdatabas (svensk)
- Røvtur på 1. klasse på AlloCiné (fransk)
- Røvtur på 1. klasse på MovieMeter (nederlandsk)
- Røvtur på 1. klasse på AllMovie (engelsk)
- Røvtur på 1. klasse hos American Film Institute (engelsk)
- Røvtur på 1. klasse på Turner Classic Movies (engelsk)
- Røvtur på 1. klasse på The Movie Database (engelsk)